# Gotlands militärdistrikt
Gotlands militärdistrikt (MD G) var ett militärdistrikt inom svenska Försvarsmakten som verkade åren 2000–2004. Förbandsledningen var förlagd i Visby garnison i Visby.

## Historik
Inför försvarsbeslutet 2000 föreslog regeringen i sin propositionen för riksdagen, att den taktiska nivån borde reduceras genom att fördelnings- och försvarsområdesstaber samt marinkommandon och flygkommandon skulle avvecklas. Detta för att utforma ett armétaktiskt, marintaktiskt respektive flygtaktiskt kommando vilka skulle samlokaliseras med operationsledningen. Förslaget innebar att samtliga territoriella staber skulle avvecklas, vilket bland annat innebar att militärområdesstaberna upplöstes.
I dess ställe bildades den 1 juli 2000 fyra militärdistrikt, där Gotlands militärdistrikt var ett av dem, vilka i princip motsvarade geografiskt sett de tidigare militärområdena. Den stora skillnaden var att militärdistrikten var den lägsta nivån där chefen var territoriellt ansvarig. Inom militärdistrikten organiserades militärdistriktsgrupper efter den tidigare försvarsområdesindelningen. Vilket inom Gotlands militärdistrikt motsvarade en militärdistriktsgrupp, Gotlandsgruppen.
Inför försvarsbeslutet 2004 föreslog regeringen för riksdagen, efter förslag från Försvarsmakten, att reducera antalet militärdistriktsgrupper. Då det enligt Försvarsmakten skulle organiseras färre hemvärnsförband, men bättre utbildade och uppfyllda förband. Försvarsbeslutet innebar att Gotlands militärdistrikt att upplösas och avvecklades den 31 december 2004, vilket innebar att Gotlandsgruppen överfördes från den 1 januari 2005 till Mellersta militärdistriktet.
Den 17 december 2004 manifesterades avvecklingen genom en nedläggnings- och överlämningsceremoni, och den 31 december 2004 upphörde distriktet officiellt. Dess territoriella uppgifter och ansvar kom då att överföras från och med den 1 januari 2005 till Mellersta militärdistriktet i Strängnäs. Från den 1 januari 2005 övergick militärdistriktsstaben till en avvecklingsorganisation, vilken verkade fram till den 31 december 2005.

## Verksamhet

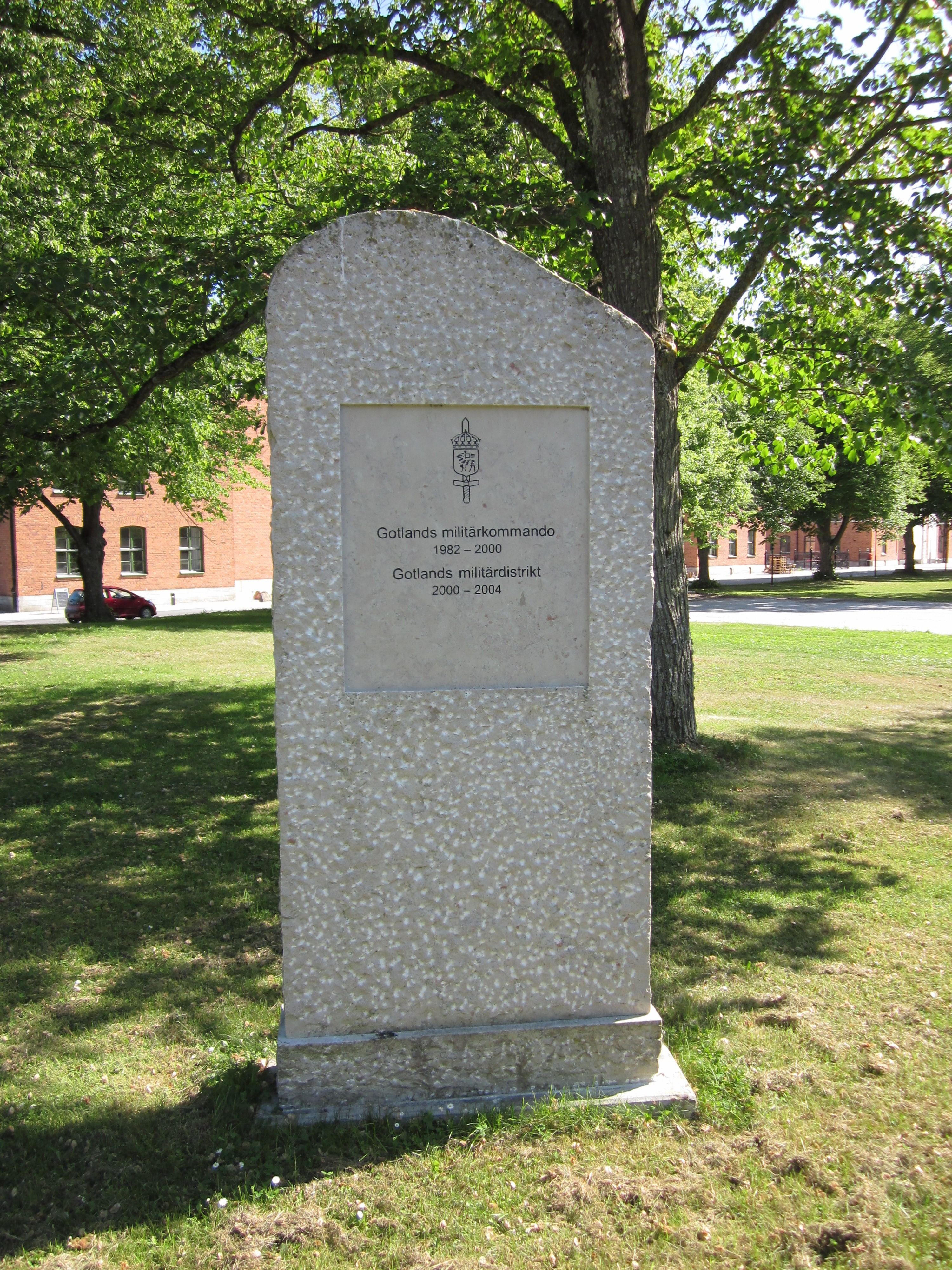
Minnessten vid Gotlands regemente. Texten lyder: "Gotlands militärkommando 1982–2000. Gotlands militärdistrikt 2000–2004."

Gotlands militärdistrikt främsta uppgift, i likhet med övriga militärdistrikt, var att leda den territoriella verksamheten inom distriktet, upprätthålla anbefalld beredskap och samverkan med totalförsvarets civila delar på regionala och lokala nivåer, samt att leda och genomföra utbildning av hemvärn och stödja de frivilliga försvarsorganisationerna. Distriktet omfattade Gotlands län.
Varje militärdistrikt bestod av ett antal militärdistriktsgrupper, inom Gotlands militärdistrikt ingick Gotlandsgruppen. I samband med att Gotlands militärdistrikt avvecklades, överfördes den 1 januari 2005 det territoriella ansvaret samt ansvaret över Gotlandsgruppen till Mellersta militärdistriktet.

### Ingående militärdistriktsgrupper
- Gotlandsgruppen, Visby.

## Förläggningar och övningsplatser
I samband med att Gotlands militärdistriktet bildades den 1 juli 2000, övertogs den stabsbyggnad som uppförts 1982 vid Visborgsallén 4 till dåvarande Gotlands militärkommando (MKG). Stabsbyggnaden är uppförd i norra delen av garnisonsområdet, i direkt anslutning till Gotlands regementes ursprungliga kasernområde. Efter att Gotlands militärdistriktet upplöstes och avvecklades övertogs stabsbyggnaden av Länsstyrelsen i Gotlands län.

## Heraldik och traditioner
Vid bildandet av Gotlands militärdistrikt övertogs traditioner och heraldiskt vapen från det tidigare Gotlands militärkommando. Stabens marsch, "General Wahlgrens marsch" (Sjölin), ärvdes även den från Gotlands militärkommando. År 2005 instiftades Gotlands militärdistriktets minnesmedalj i silver (MDGMSM) i 8:e storleken.

## Förbandschefer

### Militärdistriktsbefälhavare
- 2000–2001: Generalmajor Curt Westberg
- 2001–2004: Brigadgeneral Bengt Jerkland
- 2004–2005: Överste Karl Engelbrektson [d]

### Stabschefer
- 2000–2004: Överste Anders Ek

## Namn, beteckning och förläggningsort
| Gotlands militärdistrikt | 2000-07-01 | – | 2004-12-31 |
| Avvecklingsorganisation  | 2005-01-01 | – | 2005-12-31 |

| MD G | 2000-07-01 | – | 2004-12-31 |

| Visby garnison (F) | 2000-07-01 | – | 2005-12-31 |